# Xestia iobaphes
Xestia iobaphes là một loài bướm đêm trong họ Noctuidae. Loài này được Boursin miêu tả khoa học lần đầu tiên năm 1936.